# NGC 2199
NGC 2199 è una vasta galassia a spirale situata nella costellazione della Mensa, a una distanza di circa 227 milioni di anni luce dalla nostra Via Lattea.

## Scoperta
La galassia è stata scoperta l'8 febbraio 1836 dall'astronomo britannico John Herschel.

## Descrizione
NGC 2199 presenta una larga riga a 21 cm dell'idrogeno neutro.